# Katha (Birmanie)
Pour les circonscriptions administratives, voir Katha District et Katha Township.
Katha (aussi appelée Kathar (Shan: ၵၢတ်ႇသႃႇ), est une ville de la région de Sagaing au Myanmar, sur la rive ouest du fleuve Irrawaddy. Katha est connue pour avoir inspiré Kyauktada, la ville imaginée dans le roman Une Histoire Birmane de George Orwell.

## Emplacement

Vue panoramique de Katha 2016

Katha est à 12 heures de train au nord de Mandalay en passant par la ville de Naba à l'ouest de Katha. Katha est également accessible par les ferries qui circulent sur le fleuve Irrawaddy entre la ville en amont de Bhamo et Mandalay. Il existe également un service de bus direct de Mandalay à Katha, sur un trajet difficile.

## Climat

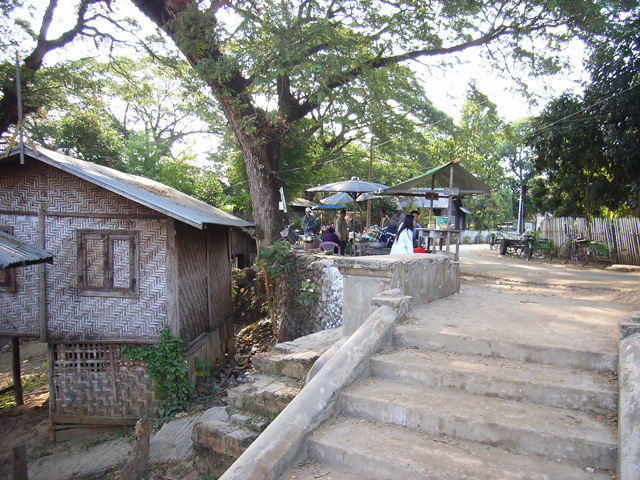
Rue de Katha le long de la rivière Irrawaddy

Katha est soumis à  un climat de savane tropicale (classification climatique de Köppen Aw) limitrophe d'un climat subtropical humide (classification climatique de Köppen Cwa ). Les températures sont chaudes, voire très chaudes tout au long de l’année, avec des mois d’hiver plus doux (décembre-février). Il y a une saison sèche en hiver (novembre-mars) et une saison humide en été (avril-octobre).

## Économie
Katha est la capitale administrative et le siège administratif du district qui comprend sept petits cantons. Les premiers colons de la ville venaient de toutes les régions de Birmanie. L'économie principale de la ville est la pêche et la culture des haricots. La production de riz dans le canton de Katha est inférieure à sa consommation et Katha dépend des importations en provenance des cantons voisins tels qu'Indaw ou Kawlin.

## Décor desJournées birmanesde George Orwell
Katha est connu dans la littérature comme le lieu réel sous-jacent au Kyauktada fictif, décor du premier roman de George Orwell, Burmese Days (1934). Orwell lui-même a servi à Katha en 1926-1927 dans la police impériale indienne. Le British Club (qui comprend un court de tennis en activité), le commissariat de police et la prison de la ville, mentionnés dans le roman, peuvent être visités. 
Katha a des liens avec des écrivains birmans tels que Shwe U Daung, Thaw Tar Swe, Theik-Pan Muu Tin et le leader de l'AFPFL Kyaw Nyein.

En septembre 2019, le Katha Heritage Trust a ouvert un musée dans la maison où Orwell a vécu pendant son séjour à Katha, dans un bâtiment en bois de deux étages. Le musée présente des portraits et une photo d'Orwell, ainsi qu'une peinture de la maison. L'objectif du Trust est de coopérer avec l'Orwell Trust au Royaume-Uni pour restaurer les souvenirs de l'époque d'Orwell à Katha. 

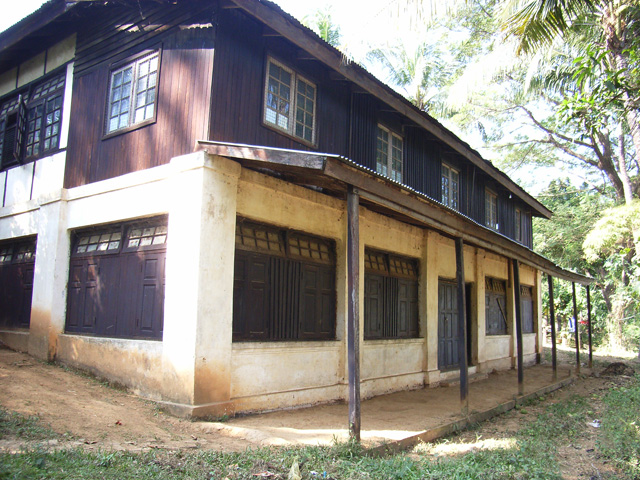
Le British Club à Katha (il ne reste que le rez-de-chaussée de l'époque d'Orwell)
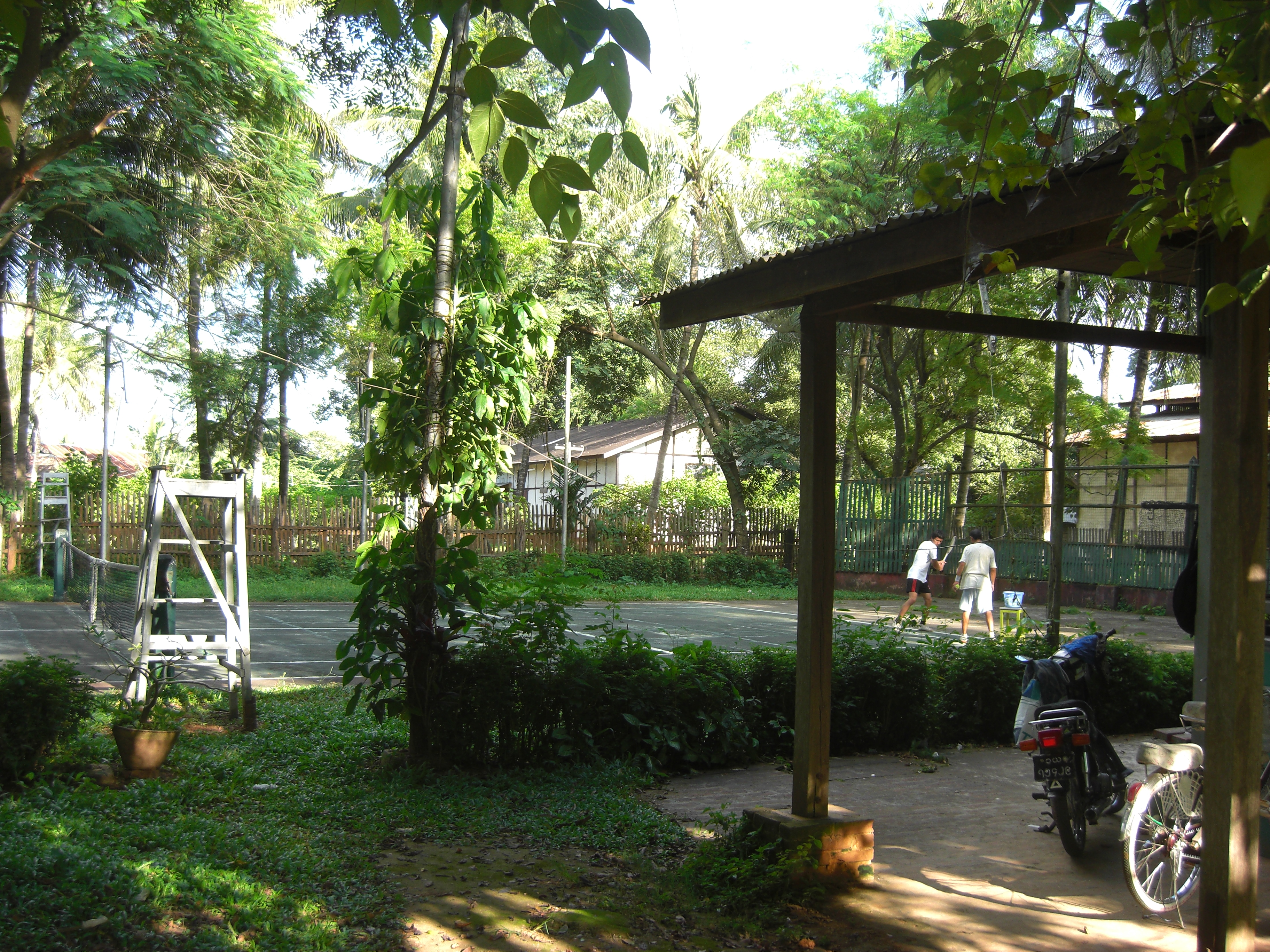
Court de tennis de l'ancien British Club
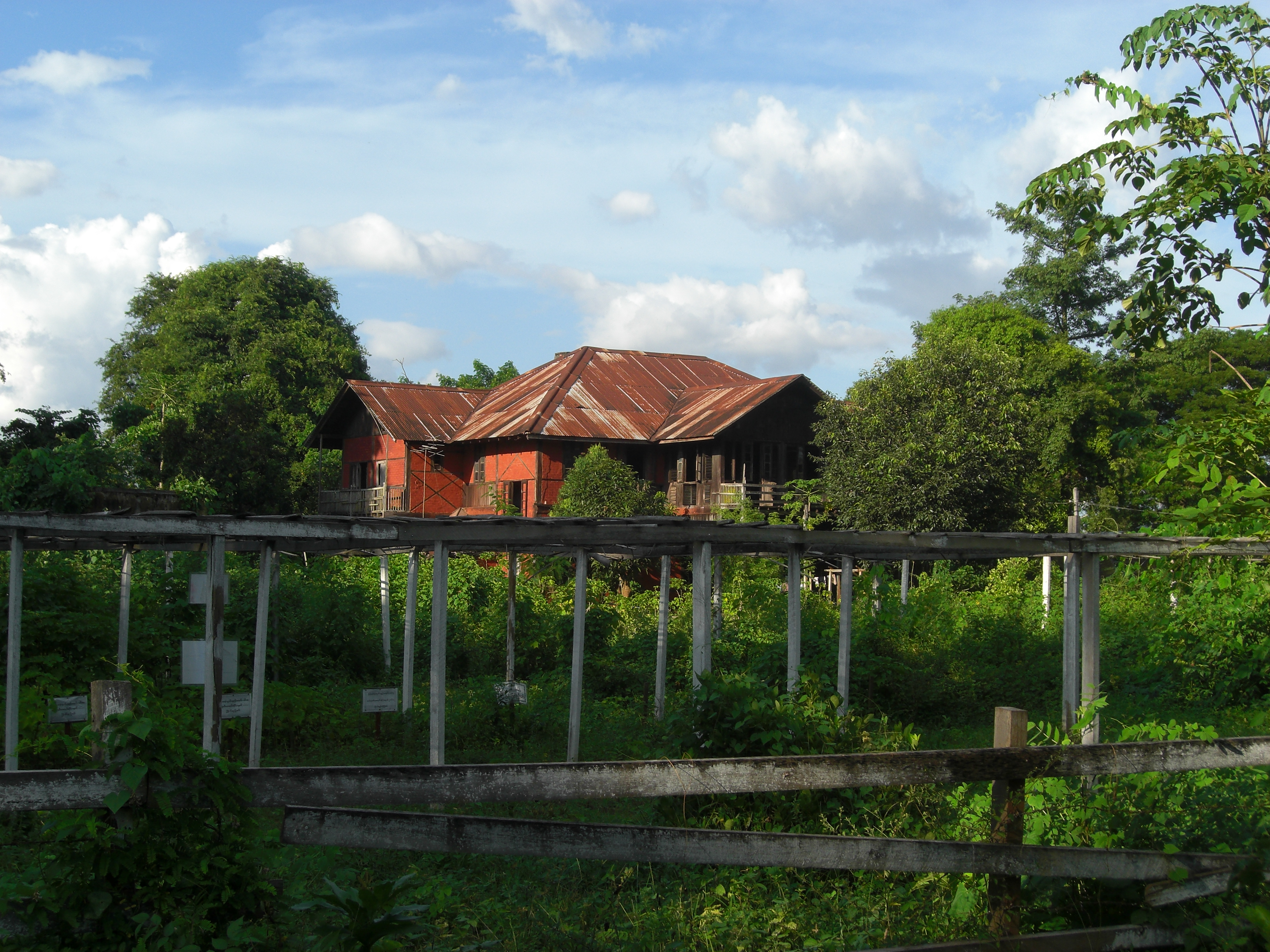
La maison d'Orwell à Katha

## Des personnalités remarquables
- Aung Kyaw Myat, ministre de la Science et de la Technologie